# Фильюн, Колин
Колин Фильюн (англ. Colin Viljoen; род. 20 июня 1948, Йоханнесбург, ЮАР) — английский футболист, полузащитник.

## Клубная карьера
Родился 20 июня 1948 года в Йоханнесбурге. В 1966 году вошёл в состав команды «Ипсвич Таун». Фильюн внёс большой вклад в победную для клуба кампанию Кубка Англии сезона 1977/78 . Принял участие в четырёх матчах и забил два гола в том розыгрыше.
В 1978 году перешёл в «Манчестер Сити», а в 1980 году подписал контракт с «Челси». Провёл в клубе 20 матчей, в 1982 году покинул команду.
Завершил карьеру в 1983 году в клубе «Саутолл», за который выступал с 1982 года.

## Карьера в сборной
В 1975 году Фильюн был вызван в национальную сборную Англии. За четыре дня в её составе принял участие в двух матчах.